# Les Amandiers
Pour les articles homonymes, voir Amandier.
Pour plus de détails, voir Fiche technique et Distribution.
Les Amandiers est une comédie dramatique française co-écrite et réalisée par Valeria Bruni Tedeschi, sortie en 2022.
Le film est présenté en « compétition officielle » au Festival de Cannes 2022.

## Synopsis
L'histoire d'étudiants de l'école du théâtre des Amandiers de Nanterre, gérée par Patrice Chéreau et Pierre Romans, particulièrement en 1986 avec la mise en scène de Platonov.
Le long-métrage est autobiographique, les personnages de Stella et d'Étienne sont des alter-ego de Valeria Bruni Tedeschi et de Thierry Ravel,.

## Fiche technique
Sauf indication contraire, les informations mentionnées dans cette section peuvent être confirmées par les bases de données cinématographiques IMDb et Allociné,  présentes dans la section « Liens externes ».
- Titre original : Les Amandiers
- Titre international : Forever Young
- Réalisation : Valeria Bruni Tedeschi
- Scénario : Valeria Bruni Tedeschi, Noémie Lvovsky, Agnès de Sacy, avec la collaboration de Caroline Deruas
- Décors : Emmanuelle Duplay
- Costumes : Caroline de Vivaise
- Photographie : Julien Poupard
- Son : François waledisch, Sandy Notarianni, Emmanuel Croset
- Montage : Anne Weil
- Production : Alexandra Henochsberg, Patrick Sobelman
  - Coproduction : Angelo Barbagallo et Olivier Père
- Société de production : Ad Vitam, Agat Film & Cie - Ex Nihilo
  - Coproduction : Arte France Cinéma et Bibi Films
  - Association : SOFICA SofiTVciné 9, Cinéaxe 3, La Banque Postale Image 15
- Société de distribution : Ad Vitam (France) et Charades (International)
- Pays de production :  France| Médias externes |                                                            |
| Images          |                                                            |
|                 | Affiche du film sur le site Allociné                       |
| Vidéos          |                                                            |
|                 | Bande-annonce sur le compte YouTube de la société AD Vitam |
- Langue originale : français
- Format : couleur
- Genre : comédie dramatique
- Durée : 125 minutes
- Dates de sortie :
  - France : 22 mai 2022 (Festival de Cannes) ; 16 novembre 2022 (sortie nationale)
  - Belgique : 2 octobre 2022 (Festival international du film francophone de Namur) ; 16 novembre 2022 (sortie nationale)

## Distribution
Sauf indication contraire, les informations mentionnées dans cette section peuvent être confirmées par la base de données cinématographiques IMDb,  présente dans la section « Liens externes ».
- Nadia Tereszkiewicz : Stella
- Sofiane Bennacer : Étienne
- Louis Garrel : Patrice Chéreau
- Micha Lescot : Pierre Romans
- Clara Bretheau : Adèle
- Vassili Schneider : Victor
- Oscar Lesage : Stéphane
- Liv Henneguier : Juliette
- Eva Danino : Claire
- Sarah Henochsberg : Laurence
- Noham Edje : Franck
- Baptiste Carrion-Weiss : Baptiste
- Alexia Chardard : Camille
- Léna Garrel : Anaïs
- Suzanne Lindon : la serveuse
- Franck Demules : le gardien
- Isabelle Renauld : l'assistante de Chéreau
- Sandra Nkaké : Susan
- Bernard Nissille : Gaspard, le majordome
- Farida Rahouadj :
- Nicolas Baby : Un membre du jury d'admission
- Marisa Borini : Une membre du jury d'admission
- Marilyne Canto : Une membre du jury d'admission
- Virginie Garrel :	Une membre du jury d'admission
- Arthur Igual : Un membre du jury d'admission
- Eric Laugérias : Un membre du jury d'admission
- Thibault de Montalembert : Un membre du jury d'admission
- Karine Silla : Une membre du jury d'admission
- Henri-Noël Tabary : Tabary
- Lauréna Thellier : Une candidate (non créditée)

Bernard Nissille, Franck Demules et Isabelle Renauld étaient eux-mêmes élèves à l'école du théâtre des Amandiers à l'époque dépeinte par le film.

## Accueil

### Accueil critique
En France, le site Allociné propose une moyenne de 4,1⁄5, après avoir recensé 31 critiques de presse.
Pour Bande à part, « la mise en scène très agile de Valeria Bruni Tedeschi parvient à tisser le théâtre et l’existence de chacun dans un permanent va-et-vient, où le tragique et la légèreté se font la courte échelle. Que ce film est vivant ! »
Pour Les Inrockuptibles, « il est aussi et surtout un grand film au présent, de maintenant, un film de jeunesse. Parce que Les Amandiers agit comme une machine à remonter le temps, qui se serait changée en un accélérateur de particules et nous ferait éprouver tous les sentiments, tous les états en deux heures de projection – une expérience renversante, électrisante avec picotements sous la peau. »
Pour la critique de L'Obs, « Valeria Bruni Tedeschi met ses tripes et celle de ses acteurs sur la table, cherche le paroxysme tout le temps et le trouve à bon escient. Elle assure aussi avec le choix de ses superbes comédiens […]. »
Dans Les Échos, le critique déclare que « Valeria Bruni Tedeschi évoque ses débuts de comédienne au théâtre des Amandiers de Nanterre dans une (auto)fiction farfelue, et met en scène une troupe électrique qui, sans forcément en être consciente, entame son passage à l'âge adulte. Une initiation émouvante qui offre l'occasion à la réalisatrice de signer son meilleur film. »
Pour le critique de Première, « ce qui se révèle le plus passionnant dans ce puzzle foisonnant où l’on crie, on pleure, on s’embrasse, on se hait et on s’adore en poussant toujours les curseurs à fond, est la réflexion sur la manière d’être comédien, de vivre ce métier décidément pas comme les autres. »
Pour Laurent Cambon de À Voir à Lire, « Les Amandiers est un film de comédiens qui fait aimer les comédiens. On ressort de cette histoire, rempli par le goût du théâtre, et enthousiaste à l'évocation du nom de ces jeunes comédiens auxquels Valeria Bruni-Tedeschi a donné naissance. »
Pour Paris Match, « la limite de l'exercice de style tient dans son approche chorale. Comme dans toute distribution théâtrale, certains personnages sont très en retrait, « oubliés » par la narration, mais quand le récit se recentre sur l'histoire d'amour entre Stella et Étienne ou la création de la pièce, il touche juste et en plein cœur. »

### Box-office
Pour son premier jour d'exploitation en France, Les Amandiers réalise 20 561 entrées, dont 8 543 en avant-première, se plaçant second du box-office des nouveautés, derrière Reste un peu (25 016) et devant Les Femmes du square (17 896). Au bout d'une première semaine d'exploitation, le long-métrage totalise 104 057 entrées pour une septième place au box-office, derrière Les Femmes du square (105 828) et devant Armageddon Time (93 090).
| Pays ou région | Box-office      | Date d'arrêt du box-office | Nombre de semaines |
| -------------- | --------------- | -------------------------- | ------------------ |
| France         | 213 935 entrées | 24 janvier 2023            | 10                 |
| Total mondial  | - $             | -                          | -                  |

### Polémique
En octobre 2022, l'acteur principal, Sofiane Bennacer, en couple avec la réalisatrice du film, est mis en examen pour viols et violences conjugales sur de précédentes compagnes. Il est placé sous contrôle judiciaire, qui lui interdit de rencontrer les témoins, parmi lesquelles Valeria Bruni Tedeschi. Des cinémas décident de retirer le film de leur programmation. Le Bureau de l'Académie des César, en accord avec le Comité Révélations, décide de le retirer de la liste des 32 révélations, proposée à titre indicatif le 16 novembre 2022 pour les César 2023.

## Distinctions

### Récompenses
- Festival International du Film Francophone de Namur[21]
  - Bayard de la meilleure photographie
  - Prix RTBF
- César 2023 : Meilleur espoir féminin pour Nadia Tereszkiewicz

### Nominations
- César 2023 :
  - Meilleur film
  - Meilleur acteur dans un second rôle pour Micha Lescot
  - Meilleur scénario original
  - Meilleurs costumes
  - Meilleure photographie
  - Meilleurs décors
  - César des lycéens

### Sélections
- Festival de Cannes 2022 : sélection officielle, en compétition